# George Hodgson
George Hodgson (n. 12 octombrie 1893, Montréal, provincia Québec, Canada – d. 1 mai 1983, Montréal, provincia Québec, Canada) a fost un înotător ce a reprezentat Canada, medaliat olimpic. A participat la o ediție a Jocurilor Olimpice (1912) în care a câștigat 3 medalii de aur.